# Anahat Singh
Anahat Singh, née le 13 mars 2008 à Delhi, est une joueuse de squash représentant l'Inde. Elle atteint, en août 2025, la 46e place mondiale sur le circuit international, son meilleur classement. Elle est championne d'Inde en 2023 et 2024.

## Biographie
Anahat Singh est née le 13 mars 2008 à Delhi. Son père Gursharan Singh est avocat tandis que sa mère Tani Vadehra Singh est décoratrice d'intérieur. 
Amira, la sœur aînée d'Anahat Singh, est également une joueuse de squash accomplie et était l'une des joueuses de moins de 19 ans les plus performantes du pays avant de rejoindre l'Université Harvard pour poursuivre ses études de licence. Elle joue pendant ses études au squash pour l'équipe féminine de Harvard.
La première passion de Anahat Singh n'est pas pour le squash mais le badminton, très populaire en Inde.
En regardant P.V. Sindhu jouer à l'Open d'Inde à Delhi quand elle avait six ans, la jeune Anahat devient fascinée par le badminton et commencé à pratiquer ce sport. Elle  remporte même quelques tournois de jeunesse à Delhi.
Elle passe ensuite au squash à l’âge de huit ans. Entraînée par sa sœur Amira et les anciens joueurs de squash de niveau national Amjad Khan et Ashraf Hussein, Anahat Singh met peu de temps à s'imposer comme l'avenir du squash en Inde. Elle devient la no 1 indienne dans la catégorie des moins de 11 ans et  passe à la catégorie des moins de 13 ans, où elle se hisse au no 1 non seulement en Inde mais aussi en Asie.
Anahat Singh devient célèbre en 2019 en remportant le titre dans la catégorie filles des moins de 11 ans au prestigieux tournoi de squash British Open, une première pour l'Inde. Elle remporte également une médaille de bronze aux championnats d'Asie juniors plus tard cette année-là.
En 2020, Anahat Singh, élève de la British School de Chanakyapuri à Delhi, est finaliste des tournois Junior Open de Grande-Bretagne et de Malaisie avant que le COVID-19 ne perturbe la vie dans le monde entier. Anahat Singh revient sur le terrain pour remporter le titre de squash junior (moins de 15 ans) de l'US Open 2021 à Philadelphie, devenant ainsi la première femme indienne à devenir championne de l'US Open dans n'importe quelle catégorie d'âge.
En 2022, elle remporte encore plus de succès. En plus d'ajouter les titres de l'Open d'Allemagne et des Pays-Bas à son palmarès sans cesse croissant, Anahat remporte la médaille d'or des moins de 15 ans aux championnats asiatiques juniors de squash 2022 en Thaïlande en juin et fait partie de l'équipe indienne de squash pour les Jeux du Commonwealth de Birmingham.
Entraînée par Ritwik Bhattacharya, Anahat Singh atteint les quarts de finale du simple filles aux championnats du monde juniors de squash 2022 avant de s’incliner face à l'Égyptienne Fayrouz Aboelkheir, une joueuse de deux ans son aînée.
En 2023, elle remporte le titre féminin des moins de 15 ans du British Junior Open après avoir battu l'Égyptienne Sohaila Hazem en finale. Elle devient ensuite championne des moins de 17 ans aux championnats d'Asie juniors de squash 2023 organisés à Dalian, en République populaire de Chine en battant la Hongkongaise Ena Kwong en finale. Elle remporte deux médailles de bronze aux Jeux asiatiques de 2022 et en novembre, 2023, elle devient la plus jeune championne d'Inde depuis Joshna Chinappa à qui elle succède au palmarès. Elle conserve son titre en 2024 en s'imposant face à Akanksha Salunkhe.

## Palmarès

### Titres
- Championnats d'Inde : 2 titres (2023, 2024)

### Finales
- NSW Squash Bega Open 2025